# Cantón de Podensac
El cantón de Podensac era una división administrativa francesa, que estaba situada en el departamento de Gironda y la región de Aquitania.

## Composición
El cantón estaba formado por trece comunas:
- Arbanats
- Barsac
- Budos
- Cérons
- Guillos
- Illats
- Landiras
- Podensac
- Portets
- Preignac
- Pujols-sur-Ciron
- Saint-Michel-de-Rieufret
- Virelade

## Supresión del cantón de Podensac
En aplicación del Decreto nº 2014-192 de 20 de febrero de 2014, el cantón de Podensac fue suprimido el 22 de marzo de 2015 y sus 13 comunas pasaron a formar parte del nuevo cantón de Las Laderas de los Graves.